# Phanaeus eximius
Phanaeus eximius är en skalbaggsart som beskrevs av Bates 1887. Phanaeus eximius ingår i släktet Phanaeus och familjen bladhorningar. Inga underarter finns listade i Catalogue of Life.